# Parafia Przemienienia Pańskiego w Horyszowie
Parafia Przemienienia Pańskiego w Horyszowie – parafia rzymskokatolicka znajdująca się w dekanacie Grabowiec, w diecezji zamojsko-lubaczowskiej. 
Parafia erygowana została 30. grudnia 1992 roku przez biskupa Jana Śrutwę.
Do parafii należą wierni z następujących miejscowości: Horyszów, Horyszów-Kolonia.